# Puchar Liderów LNB Pro B
Puchar Liderów LNB Pro B (fr. Leaders Cup de basket-ball Pro B) – cykliczne krajowe rozgrywki sportowe, prowadzone systemem pucharowym, organizowane corocznie (co sezon) przez Francuską Federację Koszykówki dla francuskich męskich klubów koszykarskich II poziomu rozgrywkowego od 2015. Jest to puchar francuskiej ligi II poziomu – LNB Pro B. 

## Format
W pierwszej fazie rozgrywek wszystkie osiemnaście drużyn ligi Pro B jest dzielone na grupy po trzy zespoły. Po raz grupowej następuje rywalizacja systemem pucharowym, czyli przegrany jest eliminowany z dalszej rywalizacji. Finał jest rozgrywany na neutralnym terenie. 

## Finały
| Rok  | Zwycięzca          | Wynik                  | Finalista            | Hala                          | Miasto      | MVP                |
| ---- | ------------------ | ---------------------- | -------------------- | ----------------------------- | ----------- | ------------------ |
| 2015 | Antibes Sharks     | 56–54                  | BC Souffelweyersheim | Disneyland Resort Paris       | Chessy      | Tim Blue           |
| 2016 | JL Bourg           | 81–69                  | Boulazac Dordogne    | Disneyland Resort Paris       | Chessy      | Christophe Léonard |
| 2017 | Chorale Roanne     | 88–80                  | SOMB                 | Disneyland Resort Paris       | Chessy      | Joe Burton         |
| 2018 | Denain Voltaire    | 98–87 (OT)             | Orléans Loiret       | Disneyland Resort Paris       | Chessy      | Lance Goulbourne   |
| 2019 | Chorale Roanne (2) | 66–60                  | Rouen Métropole      | Disneyland Resort Paris       | Chessy      | David Jackson      |
| 2020 | Hermine Nantes     | 73–58                  | Olympique Antibes    | Disneyland Resort Paris       | Chessy      | Ludovic Négrobar   |
| 2021 | Fos Provence       | 68–57                  | UJAP Quimper         | Halle des sports Parsemain    | Fos-sur-Mer | Jamar Diggs        |
| 2022 | ALM Évreux         | 169–157 (79–79, 90–78) | SLUC Nancy           | Salle Jean Fourré             | Évreux      | Fabien Paschal     |
| 2022 | ALM Évreux         | 169–157 (79–79, 90–78) | SLUC Nancy           | Palais des sports Jean-Weille | Nancy       | Fabien Paschal     |

## Tytuły według zespołu
| Miejsce | Zespół                        | Zwycięzca | Wicemistrz |
| ------- | ----------------------------- | --------- | ---------- |
| 1       | Chorale Roanne                | 2         | 0          |
| 2       | Olympique Antibes             | 1         | 1          |
| 3       | JL Bourg                      | 1         | 0          |
| 3       | Denain Voltaire               | 1         | 0          |
| 3       | Hermine Nantes                | 1         | 0          |
| 3       | Fos Provence                  | 1         | 0          |
| 3       | ALM Évreux                    | 1         | 0          |
| 8       | Basket Club Souffelweyersheim | 0         | 1          |
| 8       | Boulazac                      | 0         | 1          |
| 8       | SOMB                          | 0         | 1          |
| 8       | Orléans                       | 0         | 1          |
| 8       | Rouen                         | 0         | 1          |
| 8       | SLUC Nancy                    | 0         | 1          |
| 8       | UJAP Quimper                  | 0         | 1          |